# Simon Kick
Simon Kick, ou Simon Willemsz. Kick (1603, Delft - 1652, Amsterdam) est un peintre néerlandais du siècle d'or. Il est spécialisé dans la peinture de portraits et de scène militaires de corps de garde (en néerlandais:Koortegarde).

## Biographie
Simon Kick est né en 1603 à Delft aux Pays-Bas. Il est issu d'une famille originaire d'Amsterdam installée à Delft, son père Willem Anthonisz Kick est spécialisé en peinture sur laque et porcelaine. Bien qu'il y ait peu d'information sur les études de peinture de Simon Kick, on reconnait dans sa peinture une influence de Rembrandt. En 1624, il s'installe à Amsterdam, et côtoie sur place un cercle de peintres où il rencontre Dirck Hals, Jacob Duck, Pieter Codde et Willem Duyster. Il épouse le 5 septembre 1631, Stijntje Cornelisdr. Duyster, la sœur de l'artiste Willem Duyster, alors que ce dernier épouse le même jour Margrieta Kick, la sœur de Simon. Simon a un fils Cornelis Kick qui est également peintre.
Il meurt en 1652 à Amsterdam et est inhumé le 26 septembre 1652 à l'église Zuiderkerk.

## Œuvres
- Scène de corps de garde, Musée des Beaux-Arts et d'Archéologie Joseph-Déchelette, Roanne
- Portrait d'un vieil homme[2], Rijksmuseum, Amsterdam
- Officier dans un paysage[3], Musée de l'Ermitage, Saint-Pétersbourg, Russie
- Femme assise près d'une table[4], Ashmolean Museum, Oxford, Royaume-Uni